# Olejek eteryczny

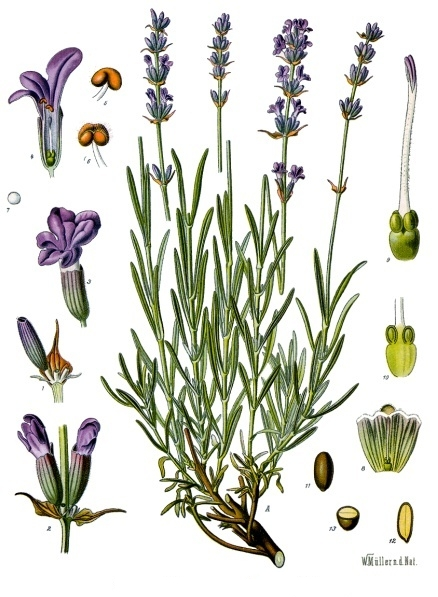
Lawenda wąskolistna – jedna z wielu roślin olejkodajnych

Olejek eteryczny (łac. oleum aetherium, oleum aethereum) – ciekła, lotna substancja zapachowa, znajdująca się najczęściej w specjalnych komórkach tkanki wydzielniczej roślin. Takie komórki są charakterystyczne dla roślin olejkodajnych, na przykład gatunków z rodziny sosnowatych, jasnotowatych, mirtowatych, rutowatych i baldaszkowatych. Pod względem składu olejek jest mieszaniną rozmaitych związków chemicznych, jak ketony, aldehydy, alkohole, estry, laktony, terpeny, oraz innych związków organicznych, w tym zawierających azot i siarkę związków o nieprzyjemnym zapachu (aminy, tiole).
Do połowy XX wieku olejki były uważane przez botaników za produkt odpadowy przemiany materii, niemający wpływu na rozwój roślin. Sytuacja uległa zmianie z chwilą opublikowania pracy Gottfrieda Fraenkla (1959), który stwierdził, że metabolity wtórne decydują o żywieniowych zachowaniach owadów. Spostrzeżenie zapoczątkowało intensywny rozwój badań w dziedzinie ekologii, dotyczących koewolucji biochemicznej zwierząt i roślin oraz roli substancji semiochemicznych w kształtowaniu struktury współczesnych ekosystemów.
Olejki lotne pozyskuje się na skalę przemysłową ze świeżych bądź suszonych roślin. Są wyodrębniane z odpowiedniego surowca roślinnego najczęściej przez destylację z parą wodną lub ekstrakcję. Są stosowane, wraz z innymi substancjami zapachowymi, w perfumiarstwie (perfumy, woda kolońska). Olejki lub całe rośliny olejkodajne są też wykorzystywane jako przyprawy, środki terapeutyczne (ziołolecznictwo) oraz w aromaterapii.

## Występowanie olejków eterycznych w roślinach

Włosek gruczołowy roślin z rodziny jasnotowatych (Labiatae)

Obecnie znanych jest około 2 tysiące gatunków roślin olejkodajnych występujących we wszystkich strefach klimatycznych, choć najliczniej w strefie zwrotnikowej. Reprezentują one różne rodziny roślin naczyniowych, przy czym najwięcej ich należy do: sosnowatych, cyprysowatych, wawrzynowatych, imbirowatych, różowatych, jasnotowatych, mirtowatych, oliwnikowatych, rutowatych, baldaszkowatych i astrowatych.
Olejki eteryczne wytwarzane i gromadzone są rozmaitych organach roślinnych, choć zwykle w obrębie poszczególnych rodzin w ściśle określonych, na przykład u baldaszkowatych są to głównie owoce i korzenie, u jasnotowatych – liście i kwiaty, u tatarakowatych i kosaćcowatych – kłącza. Czasem w różnych częściach roślin występują rozmaite olejki i tak na przykład pomarańcza gorzka wytwarza trzy odmienne olejki w kwiatach, liściach i w młodych pędach. Olejki wytwarzane są w tkankach wydzielniczych w zewnętrznej części roślin (np. we włoskach gruczołowych lub w kwiatach), ewentualnie wewnątrz roślin (w kanałach i zbiornikach olejowych). Zawartość olejków w organach roślin bywa bardzo różna i zmienna w zależności od warunków otoczenia, a nawet pory dnia. Zwykle największe ilości olejków występują w roślinach tuż przed kwitnieniem, ewentualnie w przypadku roślin gromadzących olejki w owocach – w czasie ich dojrzewania. Maksymalnie olejki stanowić mogą nawet 20% składu szczególnie aromatycznych owoców, kwiatów lub liści. Zwykle w roślinach olejkodajnych olejki stanowią od kilku miligramów do kilkudziesięciu gramów w jednym kilogramie surowca.

## Znaczenie olejków zapachowych w przyrodzie

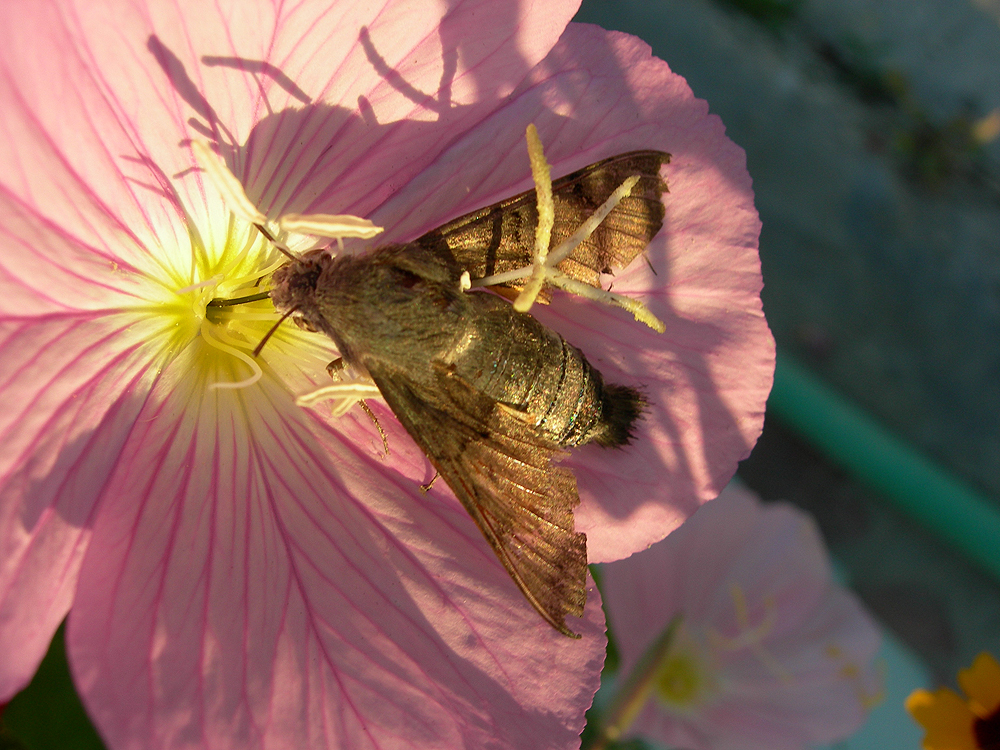
Zawisak z Grecji

Skład olejków eterycznych, decydujący o ich biologicznej aktywności (wykorzystywanej przez człowieka), kształtował się od początków ewolucji roślin, o czym świadczy istnienie ich u nagonasiennych, a nawet w obrębie glonów. Przez długi czas uważane były za uboczne produkty przemiany materii roślin, pozbawione lub co najwyżej przypadkowo pełniące jakieś drugorzędne funkcje w ich życiu. Z czasem odkryto i dowiedziono szeroki zakres i znaczenie funkcji pełnionych przez te substancje. Obecność substancji semiochemicznych okazała się być wynikiem ewolucji sprzyjającej roślinom skuteczniej wabiącym owady zapylające kwiaty, zniechęcającym roślinożerców do spożywania ich organów i osłabiających rozwój roślin konkurencyjnych.

### Wabienie zapylaczy
Mechanizmy chemicznego porozumiewania się różnych gatunków są dotychczas zbadane w niewielkim stopniu. Przez wiele lat uwaga biochemików koncentrowała się na feromonach, umożliwiających interakcje wewnątrzgatunkowe. Rola bodźców chemicznych, węchowych i smakowych w różnych międzygatunkowych interakcjach nieantagonistycznych i antagonistycznych została dotychczas najdokładniej zbadana w odniesieniu do interakcji między kwiatami i zapylaczami. W wielu przypadkach potwierdzono, że owady wabi zapach olejków eterycznych, w których skład wchodzą związki będące feromonami tych owadów.
Charakterystycznym przykładem są interakcje między niektórymi gatunkami storczykowatych a zapylającymi je pszczolinkami, badane w latach 70 XX wieku przez Kullenberga, Berbströma i Tenga. Badania dotyczyły m.in. zachowań (behawior) dzikich pszczolinek (Andrena), które zapylają niewytwarzające nektaru storczyki z rodzaju dwulistnika (Ophrys). W zapylaniu uczestniczą wyłącznie samce pszczolinek, wykonujące na kwiatach tak zwaną pseudokopulację. Wcześniej uważano, że dwulistniki wabią owady dzięki ewolucyjnemu przystosowaniu, polegającemu na upodobnieniu wyglądu kwiatów (barwa i kształt) do wyglądu samiczek. Rozwój metod analizy chemicznej pozwolił wykazać, że istotną rolę odgrywa również wabienie węchowe. Olejki eteryczne dwulistników zawierają składniki stereochemicznie odpowiadające feromonom wyodrębnionym z gruczołów płciowych samic pszczolinek.
Wykazano, że przedstawiony mechanizm wabienia zapylaczy jest dość popularny wśród dwulistników. Występuje u co najmniej 15 gatunków lub podgatunków. W zapylaniu uczestniczy kilka rodzajów pszczół i os. Różne gatunki kwiatów są zwykle odwiedzane przez różne gatunki owadów, jednak zdarzają się sytuacje bardziej złożone. Nietypowym przypadkiem jest dwulistnik żółty (Ophrys lutea), który wydziela olejek zawierający związki atrakcyjne dla więcej niż jednego gatunku pszczolinek. Zdarza się również, że substancje atrakcyjne dla jednego gatunku owadów są wydzielane przez różne gatunki kwiatów. W czasie badań wykonanych w Panamie w latach 80. XX wieku stwierdzono, że storczyki należące do jedenastu gatunków są zapylane przez samce ośmiu gatunków pszczolinek. Za szczególnie intrygujący przykład ewolucyjnych przystosowań biochemicznych uznano fakt, że poza wymienionymi storczykami pszczolinki zapylają gatunek taksonomicznie odległy: Dalechampia spathulata z rodziny wilczomleczowatych, którego kwiaty wydzielają podobny zapach (Whitten i in., 1986).
| Roślina                              | Rodzina       | Główni zapylacze       | Cechy biochemiczne                                                                                  |
| Delphinium nuttallianum              | jaskrowate    | trzmiele, kolibry      | wymagana niebieska barwa kwiatów                                                                    |
| Sinningia macrorrhiza                | ostrojowate   | kolibry                | szkarłatno-pomarańczowa barwa kwiatów                                                               |
| rudbekia owłosiona (Rudbeckia hirta) | astrowate     | pszczoły               | wzory absorbujące w UV                                                                              |
| obrazki plamiste (Arum maculatum)    | obrazkowate   | muchy gnojówki         | skatole (zapach obornika)                                                                           |
| bieluń indiański (Datura inoxia)     | psiankowate   | zawisaki               | alkaloidy narkotyczne (przedłużanie pobytu w kielichu kwiatu, wytwarzanie uzależnień)               |
| dwulistnik (Ophrys sp.)              | storczykowate | samce pszczoły Andrena | kwiaty przypominające samice (kształt, barwa, zapach)                                               |
| Catasetum sp.                        | storczykowate | samce pszczoły Eluaema | samce używają substancji zapachowych kwiatów jako feromonów (tworzenie roju samców, wabienie samic) |

### Oddziaływania allelopatyczne
Olejki eteryczne odgrywają istotną rolę w niektórych ekosystemach jako substancje allelopatyczne – działające szkodliwie na rozwój niektórych grup roślin. Są one często wydzielane przez rośliny rosnące w zbiorowiskach roślinności twardolistnej. W kalifornijskim chaparralu zaobserwowano, że w latach, gdy olejki wydzielane są w mniejszych ilościach z powodu większej wilgotności – w zbiorowiskach następuje ekspansja traw. W latach suchych, gdy olejki zapachowe wydzielane są intensywnie – wiechlinowate ustępują. Podobnie wpływem olejków tłumaczy się zmienny udział ze zbiorowiskach traw i roślin twardolistnych w wyniku działania pożarów. Zanim po wypaleniu roślinności z odrośli zregenerują się gatunki twardolistne, chaparral opanowywany jest przez trawy. Z czasem w miarę zwiększania się udziału roślin olejkodajnych udział traw wyraźnie spada i nie jest to wiązane z innymi czynnikami ekologicznymi (np. ograniczeniem dostępności do światła), ponieważ nie następują w ich zakresie istotne zmiany. Wpływ allelopatyczny olejków bywa tak wyraźny, że wokół skupień roślin olejkodajnych często można zaobserwować w chaparralu szeroki na 1–2 m pas ziemi pozbawiony niemal innych roślin.
Oddziaływanie allelopatyczne olejków następuje w wyniku ich ulatniania do atmosfery i ich absorbowania przez tkanki okrywające roślin sąsiednich, albo bezpośrednio, albo w formie zagęszczonej z rosą. Następuje także ich adsorpcja na powierzchniowych warstwach gleby, skąd przechodzą do roztworu glebowego. Mechanizmy oddziaływań allelochemicznych są bardzo różnorodne. Drobne cząsteczki kwasu cynamonowego i α-pinenu łatwo penetrują żywe tkanki i powodują uszkodzenia mitochondriów. Monoterpeny wykazują szczególną aktywność w blokowaniu mitozy i ograniczaniu procesu elongacji komórek.

### Ochrona przed zgryzaniem
Olejki eteryczne należą do licznych substancji służących roślinom do ochrony przed roślinożercami. Wydzielany przez nie bardzo silny zapach działa odstraszająco zarówno na dużych roślinożerców, jak i na niektóre bezkręgowce, np. larwy owadów.

## Charakterystyka olejków
Olejki w temperaturze pokojowej są zwykle rzadkimi, ruchliwymi i bardzo lotnymi cieczami, rzadziej mają konsystencję oleistą, mazistą lub wyjątkowo nawet stałą. Zwykle są bezbarwne, lekko żółtawe lub zielonkawe, rzadko mają wyraźne zabarwienie zielone, błękitne lub brunatne. Ich ciężar właściwy jest prawie zawsze mniejszy od wody, do nielicznych wyjątków cięższych należą m.in. olejek cynamonowy i goździkowy. W większości nie rozpuszczają się w wodzie, ewentualnie czynią to tylko w minimalnym stopniu. Łatwo rozpuszczają się natomiast w alkoholach, eterze, chloroformie oraz w tłuszczach ciekłych. Olejki cechują się wysokimi temperaturami wrzenia, zawsze przekraczającymi 100 °C, czasem sięgając nawet 300 °C. Wszystkie są palne, przy czym palą się bardzo kopcąc. Charakterystyczną cechą olejków jest ich silny i zwykle przyjemny aromat, charakterystyczny dla olejków pochodzących od różnych roślin lub ich części.
Pod względem chemicznym olejki są skomplikowaną mieszaniną rozmaitych związków chemicznych.
| Olejek                                 | Występowanie | Główne składniki | Zapach                                                      | Aktywność biologiczna i zastosowania | Źródła                |
| -------------------------------------- | --- | --- | ----------------------------------------------------------- | --- | --------------------- |
| ambretowy (hibiskusowy)                | ketmia (Hibiscus Abelmoschus) | ambretolid, farnezol, alkohol decylowy                                                                                            | podobny do zapachu piżma                                    | Stosowany jako składnik luksusowych perfum | [ 4 ]                 |
| anyżowy                                | biedrzeniec anyż, owoce | anetol (80-95%) | anyżowy                                                     | Ułatwia trawienie i zmniejsza napięcie mięśni gładkich (np. Oleum Anisi stellati). Jest stosowany w przypadkach nieżytów dróg oddechowych (składnik preparatu galenowego Spiritus Amonii anisatus) i tabletek Azarina oraz w przemyśle perfumeryjnym i farmaceutycznym, spożywczym oraz spirytusowym (anyżówka) jako środek smakowy i zapachowy                      | [ 4 ] [ 10 ] [ 11 ]   |
| arcydzięglowy                          | arcydzięgiel, kłącza | egzaltolid | piżmowo-anyżowy                                             | Działa rozgrzewająco (przez drażnienie i powodowanie przekrwienia skóry) i nieznacznie przeciwbólowo, jest wykorzystywany do nacierania przy nerwobólach i bólach reumatycznych | [ 4 ] [ 12 ]          |
| bazyliowy                              | bazylia pospolita i inne typy bazylii                                                                                            | metylochawikol, linalol, eugenol, cytral – zależnie od typu bazylii                                                               | bazyliowy, goździkowy, cytrynowy – zależnie od typu bazylii | Działanie olejku: pobudzające i odświeżające, pomaga w koncentracji, łagodzi lęki i bezsenność, przeciwbólowe, zwłaszcza przy bólach pochodzenia neurologicznego – migreny, nerwobóle, także reumatyczne, artretyczne i mięśniowe. Jako składnik antyseptyczny wspomaga inne olejki przy przeziębieniach, pobudza siły obronne organizmu. Koi skutki ukąszeń owadów. | [ potrzebny przypis ] |
| bergamotowy                            | pomarańcza bergamota (owoc, skórka)                                                                                              | octan linalilu, L–linalol | przyjemny, orzeźwiający                                     | Olejek bergamotowy jest powszechnie stosowany jako substancja zapachowa oraz składnik środków dezynfekujących i farmaceutyków (farmakognozja) | [ 4 ] [ 13 ]          |
| brzozowy                               | brzoza cukrowa (kora) | salicylan metylu | salicylowy                                                  | Estry kwasu salicylowego (salicylany) są stosowane w postaci maści i roztworów. Ich wcieranie w skórę powoduje przekrwienie chorych tkanek i zniesienie bólu. Wchłonięte przez skórę przenikają do krwi i są wydalane z moczem w postaci rozłożonej. Salicylan metylowy działa bakteriobójczo, a produkty rozkładu – bakteriostatycznie                              | [ 4 ] [ 14 ]          |
| brzozowy                               | brzoza brodawkowata, brzoza omszona (pączki)                                                                                     | betulol i estry | łagodny, balsamiczny                                        | Estry kwasu salicylowego (salicylany) są stosowane w postaci maści i roztworów. Ich wcieranie w skórę powoduje przekrwienie chorych tkanek i zniesienie bólu. Wchłonięte przez skórę przenikają do krwi i są wydalane z moczem w postaci rozłożonej. Salicylan metylowy działa bakteriobójczo, a produkty rozkładu – bakteriostatycznie                              | [ 4 ] [ 14 ]          |
| cedrowy                                | cedr | alfa-Pinen, bisabolen | żywiczny                                                    | uspokajająca; antyseptyczna; przeciwłupieżowa; odstraszająca owady; przeciwalergiczna |                       |
| cynamonowy                             | cynamonowiec, kora | aldehyd cynamonowy (75-90%) | cynamonowy                                                  | stosowany jako przyprawa kuchenna |                       |
| cytrynowy                              | cytryna zwyczajna, skórka owocu                                                                                                  | (R)-(+)-limonen (90%), cytral (6%)                                                                                                | cytrynowy                                                   | bakteriobójcza; łagodząca problemy układu krążenia, w tym nadciśnienie tętnicze |                       |
| cząbrowy                               | cząber | |                                                             | |                       |
| eukaliptusowy                          | eukaliptus, liście | eukaliptol, pineny, kamfen | orzeźwiający                                                | przeciwbakteryjna; przeciwwirusowa w kaszlu i grypie; łagodząca objawy przeziębienia, bólu gardła, zapalenia zatok; pobudzająca w depresjach i złym samopoczuciu; przeciwbólowa w reumatyzmie i artretyzmie |                       |
| geraniowy                              | pelargonia, ziele | geraniol (25-26%), cytronelol (27-49%), linalol, menton, kwas walerianowy, kwas pelargonowy, eudesmol, seskwiterpeny              | różano-kwiatowy z nutą cytrusowo-ziołową                    | wzmacniająca, uspokajająca, przeciwdepresyjna, żółciopędna, wykrztuśna, osuszająca na drogi oddechowe, przeciwbólowa, rozkurczowa, rozgrzewająca, przeciwzapalna, pobudzająca układ immunologiczny, przeciwtrądzikowa |                       |
| goździkowy                             | goździki, pączki kwiatowe | eugenol (78-92%), kariofilen | goździkowy                                                  | antyseptyczna w infekcjach górnych dróg oddechowych; przeciwbólowa w bólach głowy, zębów, reumatyzmie; odstraszająca owady |                       |
| haszyszowy                             | konopie indyjskie | thc, cbd, cbn, związki terpenoidowe                                                                                               | konopny                                                     | działa psychoaktywnie,wykorzystywany w leczeniu nowotworów,rozszerza oskrzela |                       |
| herbaciany                             | Melalueca alternifolia Maiden, M. linariifolia Smith, Melaleuca dissitiflora F. Mueller, z rodziny Myrtaceae (drzewo herbaciane) | terpinen-4-ol (29- 40%), alfa-terpineol (1,5-8%, cineol (<15%), p-cymen (0,5-12%), terpinen alfa (5-13%), alfa-pinen (1-6%) i in. |                                                             | działa antyseptycznie, antybakteryjnie, fungistatycznie, przeciwzapalnie i przeciwświądowo | [ 15 ]                |
| imbirowy                               | imbir | zyngiberen | piernikowy                                                  | przeciwhistaminowa; łagodząca chorobę lokomocyjną; Stymulująca krążenie, rozszerzająca pory, pobudzająca, afrodyzjak | [ 16 ]                |
| kosaćcowy                              | kosaciec, kłącza | iron | fiołkowy                                                    | |                       |
| jałowcowy                              | jałowiec | sabinen, kadinen, sabinol, pineny, kamfen, borneol, terpinol                                                                      | jałowcowy                                                   | antydepresyjna łagodzi bezsenność; łagodząca ból reumatyczny i artretyczny; antyseptyczna |                       |
| jaśminowy                              | jaśmin, kwiaty | octan benzylu, linalol, indol, alkohol benzylowy, (Z)-jasmon                                                                      | jaśminowy                                                   | składnik wielu kompozycji zapachowych, służy do aromatyzowania herbaty |                       |
| jodłowy                                | jodła pospolita, igły | pineny, limonen | balsamiczny                                                 | łagodząca infekcje górnych dróg oddechowych |                       |
| kamforowy                              | kamforowiec lekarski | kamfora, (S)-(-)-limonen | kamforowy                                                   | pobudzająca ośrodki wegetatywne mózgu, przyspiesza i pogłębia ruchy oddechowe; napotna; immunostymulująca; antyreumatyczna |                       |
| kardamonowy                            | | |                                                             | |                       |
| kasjowy                                | cynamonowiec cejloński | |                                                             | |                       |
| kminkowy                               | kminek, nasiona | karwon, (R)-(+)-limonen | kminkowy                                                    | łagodząca w dolegliwościach układu pokarmowego |                       |
| kolendrowy                             | | |                                                             | |                       |
| koperkowy                              | koper ogrodowy, nasiona | anetol | koprowy                                                     | bakteriobójcza; łagodząca w dolegliwościach układu pokarmowego, w kolce nerkowej |                       |
| lawandynowy                            | lawenda wielka, kwiaty | linalol (43–51%, octan linalilu (20–38%), kamfora (6–11%), D-borneol (7%3,5%), α-Pinen (4,5%)                                     | lawendowy z nutą kamforową                                  | uspokajająca, przeciwbólowa, odkażająca; oddziaływanie na skórę przeciwzapalne, antyseptyczne i dezodorujące | [ 13 ]                |
| lawendowy                              | lawenda wąskolistna, kwiaty | octan linalilu (30-60%), geraniol                                                                                                 | lawendowy                                                   | stymulująca – układ nerwowy i krążenia; uspokajająca – w nerwicach, bezsenności, nadpobudliwości; antyseptyczna; przeciwgrzybiczna; łagodząca objawy przeziębienia, kaszlu, kataru, zapalenia zatok, egzemy, trądziku, ukąszenia owadów; przeciwbólowa – bóle głowy, bóle menstruacyjne                                                                              | [ 13 ]                |
| melisowy                               | | |                                                             | |                       |
| miętowy                                | mięta pieprzowa | mentol (48-68%), menton | miętowy                                                     | antyseptyczna – w infekcji górnych dróg oddechowych; łagodząca bóle żołądkowe; stymulująca trawienie, wzmacniająca organizm; znieczulająca – błonę śluzową żołądka; drażniąca – zakończenia nerwów zimna |                       |
| migdałowy                              | migdałowiec, nasiona | aldehyd benzoesowy | migdałowy                                                   | aromat w cukiernictwie |                       |
| monoi-tiare                            | | |                                                             | |                       |
| muszkatołowy                           | muszkatołowiec korzenny | farnezol, terpineol, trimisteryna                                                                                                 | muszkatołowy                                                | antyreumatyczna i rozgrzewająca; przeciwbólowa – bóle mięśniowe i reumatyczno-artretyczne |                       |
| nagietkowy                             | nagietek lekarski | menton, izomenton, β-terpinen, γ-kadinen, kariofilen, arotenoidy                                                                  | nagietkowy                                                  | gojąca rany – przyspiesza ziarninowanie, leczy oparzenia słoneczne, egzemy, zapobiega pękaniu skóry |                       |
| pelargoniowy (?)                       | pelargonia, liście | geraniol, rodinol, nerolidol | różany                                                      | antydepresyjna; antyseptyczna; immunostymulująca; łagodząca objawy menopauzy, cellulitisu i obrzęków stawów; przeciwbólowa |                       |
| pomarańczowy ze skórki                 | pomarańcza chińska, skórka owocu                                                                                                 | nerol, (R)-(+)-limonen | pomarańczowy                                                | antydepresyjna; lekko uspokajająca; stymulująca zasypianie |                       |
| pomarańczowy ze skórki neroli ?        | pomarańcza gorzka, skórka owocu                                                                                                  | pineny, kamfen, (R)-(+)-limonen, nerol, neridol, bisabolen                                                                        | orzeźwiający                                                | łagodząca – w infekcjach górnych dróg oddechowych; stymulująca – pracę szyszynki; antyinfekcyjna |                       |
| pomarańczowy z kwiatów i liści, neroli | | |                                                             | |                       |
| różany                                 | róża damasceńska, płatki kwiatów                                                                                                 | rodinol, geraniol, cytronelol, alkohol fenyloetylowy                                                                              | różany                                                      | stymulująca – centralny układ nerwowy; ułatwiająca koncentrację; afrodyzjalna; antyinfekcyjna – zarówno przeciwbakteryjna, przeciwgrzybiczna i przeciwwirusowa |                       |
| rumiankowy                             | rumianek pospolity, kwiaty | α-bisabolol, β-bisabolol, tlenki bisabololi, azuleny (chamazulen i gwajazulen)                                                    | rumiankowy                                                  | przeciwzapalna; spazmolityczna – łagodzi bóle żołądkowe i jest wiatropędny; antybiotyczna; ochrona komórek wątroby |                       |
| sandałowy                              | sandałowiec, drewno | α-sandalol | balsamiczny                                                 | przeciwzapalna – leczenie stanu zapalnego błon śluzowych; ułatwia medytację |                       |
| sosnowy                                | sosna, igły | pineny, kareny, kadiden, (S)-(-)-limonen                                                                                          | żywiczny                                                    | antyseptyczna – łagodzi objawy przeziębienia, grypy, anginy, zapalenia zatok, kataru, kaszlu; stymulująca układ krążenia; immunostymulująca |                       |
| spikowy                                | lawenda spika | linalol, cineol, borneol, kamfora                                                                                                 | kamforowy                                                   | uspokajająca, przeciwbólowa, odkażająca; oddziaływanie na skórę przeciwzapalne, antyseptyczne i dezodorujące | [ 13 ]                |
| szałwiowy                              | szałwia | β-tujon (tanaceton), pineny, salwen, kamfen, borneol                                                                              | gorzko ziołowy                                              | stymulująca układ krążenia i nerwowy; łagodząca depresję; ułatwiająca oddychanie |                       |
| terpentynowy                           | | |                                                             | |                       |
| tymiankowy                             | tymianek | tymol | tymolowy                                                    | immunostymulująca; pobudzająca układ nerwowy – w depresji i niskim ciśnieniu krwi |                       |

## Zastosowanie olejków eterycznych
Olejki eteryczne są od tysięcy lat stosowane jako specyfiki medycyny naturalnej, kosmetyki i dermatologii. Stosuje się je szeroko w aromaterapii, jednak nie są traktowane jak typowe leki przez lekarzy i farmaceutów. Wiąże się to z faktem, że są niezwykle skomplikowanymi mieszaninami do kilkuset różnorodnych związków chemicznych o nie zawsze całkowicie znanej i często zmiennej zawartości. To sprawia, że jednoznaczne potwierdzenie rzeczywistej biologicznej aktywności poszczególnych olejków naturalnych lub ich mieszanin jest trudne. W wielu wypadkach zostało potwierdzone (zobacz np. maść tygrysia).
Omawiając terapeutyczne właściwości olejków, A. Rumińska stwierdza, że olejki i substancje olejkodajne mogą być stosowane jako leki:

- drażniące – drażnią czuciowe i bólowe zakończenia nerwów, rozszerzają naczynia krwionośne, wywołując przekrwienia i stany zapalne, co przyspiesza wytwarzanie przeciwciał przez ustrój (ol. rozmarynowy, ol. eukaliptusowy, ol. gorczyczny, kamfora)
- przeciwbakteryjne – wstrzymują rozwój drobnoustrojów lub zabijają je (ol. tymiankowy, ol. miętowy, ol. anyżkowy, ol. majerankowy)
- wykrztuśne – pobudzają wydzielanie śluzu i dezynfekują drogi oddechowe (ol. sosnowy, ol. eukaliptusowy, ol. szałwiowy, ol. miętowy, ol. czosnkowy)
- moczopędne – pobudzają wydzielanie moczu i działają dezynfekująco na drogi moczowe (ol. jałowcowy, ol. pietruszkowy)
- żółciopędne – pobudzają tworzenie i wydzielanie się żółci oraz przeciwdziałają skurczom woreczka żółciowego (ol. miętowy, ol. tymiankowy)
- żołądkowe – pobudzają wydzielanie soku żołądkowego i ułatwiają trawienie (olejki z roślin z rodziny baldaszkowatych)
- uspokajające i znieczulające – porażają ośrodki kory mózgowej i rdzenia przedłużonego (ol. walerianowy, ol. melisy, ol. goździkowy, ol. tatarakowy)

| Źródło olejku (roślina) | LD50 w mg |
| gorczyca                | 14        |
| szałwia                 | 260       |
| koper włoski            | 312       |
| mięta pieprzowa         | 444       |
| kminek                  | 668       |
| rumianek                | 856       |
| dzięgiel                | 1116      |
| kozłek                  | 1500      |

Dzięki właściwościom dezynfekcyjnym olejki lotne, zwłaszcza te zawierające alkaloidy, hamują rozwój bakterii chorobotwórczych. Cenione są silnie odkażające właściwości tymolu, występującego w olejku tymianku pospolitego i macierzanki piaskowej. Odkażająco działają również olejki znajdujące się w czosnku pospolitym i cebuli. Olejki lotne znajdują również zastosowanie do zwalczania grzybic, świerzbu i innych pasożytów skórnych. Bardzo ważną wspólną cechą olejków eterycznych jest ich duża skuteczność antyseptyczna i brak potwierdzonych przypadków uodpornienia się drobnoustrojów na ich działanie.
Niektóre składniki olejków lotnych, na przykład eugenol, kamfora i mentol, lokalnie uśmierzają ból; borneol i kamfora wzmacniają mięsień sercowy i regulują krążenie krwi.
Olejki lotne są stosowane do produkcji perfum, choć tu są coraz częściej zastępowane przez syntetyczne związki zapachowe. Najbardziej cenione kompozycje składników perfum są tajemnicą firm. Wszystkie kompozycje perfumiarskie są zaliczane do jednej z siedmiu zasadniczych klas, wyodrębnionych przez komisję techniczną francuskiego Stowarzyszenia Perfumiarzy. W poszczególnych klasach wyróżnia się od trzech do siedmiu grup, z różnymi nutami zapachowymi.
Olejki stanowią również ważny składnik wielu roślin używanych jako przyprawy w gospodarstwie domowym i w przemyśle spożywczym. Poprawiają smak potraw i pobudzają trawienie. Odgrywają także ważną rolę w produkcji napojów alkoholowych i bezalkoholowych jako składniki smaków i zapachów. Są używane wreszcie do aromatyzowania słodyczy i wyrobów tytoniowych.
Olejki lotne użyte w zbyt dużych dawkach mogą wywołać reakcje alergiczne lub lokalne podrażnienia skóry, co może doprowadzić do powstania pęcherzy i zapaleń. Stosowane w nadmiarze przyprawy mogą powodować podrażnienia błon śluzowych i schorzeń układu pokarmowego. Potencjalną toksyczność olejków charakteryzują wartości dawek śmiertelnych LD50, wyznaczone dla zwierząt doświadczalnych.
Z olejków eterycznych wytwarza się wody aromatyczne, na przykład miętową i różaną.

## Technologia olejków eterycznych

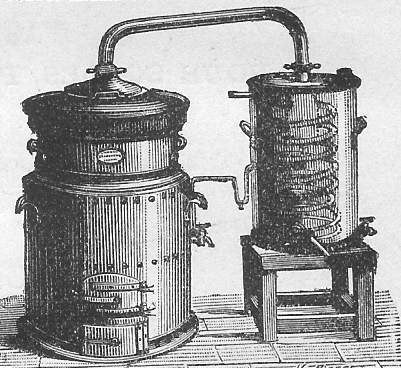
Alembik (1897)

Metodom wytwarzania olejków eterycznych na skalę przemysłową z olejkodajnych surowców roślinnych poświęcony jest odrębny dział technologii chemicznej, ściśle związany z inżynierią procesową. Technologia obejmuje sposoby przygotowania surowców, wyodrębniania użytecznych składników oraz ich oczyszczania, przetwarzania i przechowywania. Jakość produktów (w tym ich zapach) i wydajność procesów technologicznych zależy od rodzaju stosowanych urządzeń przemysłowych (instalacji).
Zależnie od rodzaju surowców zielarskich olejki eteryczne uzyskuje się przez:
- destylację z parą wodną
- wytłaczanie
- ekstrakcję rozpuszczalnikami lotnymi
- absorpcji w tłuszczach na zimno (enfleurage)
- ekstrakcję rozpuszczalnikami nielotnymi (maceracja, enfleurage à chaud).

Procesy przetwarzania olejków wyodrębnionych z roślin to między innymi ich oczyszczanie lub rozdzielanie w celu otrzymania poszczególnych substancji chemicznych.